# Меоки
Меоки (исп. Meoqui), полное официальное наименование Педро-Меоки (исп. Pedro Meoqui) — город в Мексике, штат Чиуауа, входит в состав муниципалитета Меоки и является его административным центром. Численность населения, по данным переписи 2010 года, составила 22 574 человека.

## История
Поселение было основано в 1709 году францисканскими монахами под названием Мисьон (исп. Misión). В 1773 году из-за атак апачей в поселении были возведены фортификационные сооружения, а оно получило название Сан-Пабло (исп. San Pablo).
11 декабря 1886 года президент Бенито Хуарес подписал указ о присвоению поселению статуса вилья и переименованию его в Meoqui, в честь генерала Педро Меоки Маньона, погибшего в 1865 году при сражении с французскими оккупантами. В 1966 году поселению был присвоен статус города.